# اگونلی-هوگبو
اگونلی-هوگبو (به لاتین: Agonli-Houégbo) یک منطقهٔ مسکونی در بنین است که در استان زو واقع شده‌است.

## خصوصیات
اگونلی-هوگبو ۴٬۴۳۷ نفر جمعیت دارد.